# Лансдаун (Мериленд)
Лансдаун (енгл. Lansdowne) насељено је место без административног статуса у америчкој савезној држави Мериленд.

## Демографија
По попису из 2010. године број становника је 8.409.
| Група             | 2000.    | 2010.         |
| Белци             | 0 (0,0%) | 5.340 (63,5%) |
| Афроамериканци    | 0 (0,0%) | 2.012 (23,9%) |
| Азијати           | 0 (0,0%) | 175 (2,1%)    |
| Хиспаноамериканци | 0 (0,0%) | 650 (7,7%)    |
| Укупно            | 0        | 8.409         |